# L’ecsó
A L’ecsó (eredeti cím: Ratatouille) 2007-ben bemutatott egész estés amerikai számítógépes animációs filmvígjáték, amely a 8. Pixar-film. A mozifilm eredeti címe a „ratatouille”-ből származik, ami egy hagyományos francia főtt zöldséges étel (a magyar lecsóhoz hasonló, cukkini hozzáadásával). Ugyanakkor a név angol szójáték a rat (patkány) szóval. Az animációs játékfilm írója és a rendezője A Hihetetlen család-ot is jegyző Brad Bird volt, aki a Pixartól távozó Jan Pinkavától vette át a feladatot, a zeneszerzője Michael Giacchino volt, a producere Brad Lewis volt. A Walt Disney Pictures készítette, a Buena Vista Pictures forgalmazta.
Észak-Amerikában 2007. június 29-én, Magyarországon 2007. augusztus 2-án mutatták be a mozikban.
A L'ecsó-t öt Oscar-díjra és egy Golden Globe-díjra jelölték; mindkét díjátadón a legjobb animációs filmnek járó elismeréssel gazdagodtak az alkotók.

## Cselekmény
Rémy, a patkány egy idős hölgy házának padlásán él Párizs közelében, számos társával, köztük apjával és bátyjával. Kifinomult szaglással rendelkezik, és fajtájától eltérően szokatlanul ínyenc. Elege van abból, hogy a patkányoknak a szemetet kell enniük. Ő többre vágyik: igazi ételt szeretne készíteni és valódi ízeket érezni. Elkápráztatja a francia főváros leghíresebb és legjobb szakácsa, Auguste Gusteau mindentudása az ételekről, tévéműsora és könyve, amelynek címe egyben Gusteau mottója: „Főzni bárki tud.” Anton Ego, a szigorú és ellenszenves ételkritikus azonban egy alkalommal csúnyán lehúzza a Gusteau's éttermet, ami miatt a hely elveszít egyet öt csillagából. Ez olyannyira megviseli az étterem tulajdonosát, hogy belehal bánatába. Ezzel a Gusteau's újabb csillagot veszít.
Egy napon a patkányok menekülni kényszerülnek otthonukból, amiért elsősorban Rémy felelős. A csatornarendszerben hősünk elveszíti társait, és napokat tölt odalent Gusteau könyve társaságában. Képzelete szüleményeként megjelenik neki a séf, aki arra biztatja, lásson világot, most végre valóra válthatja álmát. Rémy rövidesen a Gusteau'sban találja magát, nem sokkal később pedig Alfredo Linguini, az étterem frissen felvett mosogatófiúja társaságában. A kis patkány nem tudja megállni, hogy próbát ne tegyen tudásával, és ennek következtében mindenki a konyhában Linguininek tulajdonítja a mesteri levest. Rémy és a fiatalember így hát szövetséget köt: a nem mindennapi séf Linguini fejfedője alá rejtőzve irányítja a fiú mozdulatait. Skinner, a mogorva vezető séf – mit sem sejtve Rémyről – kénytelen megadni a lehetőséget Linguininek, és Colette-re, a Gusteau's bájos női séfjére bízza őt.
Egyik este a Gusteau's szemeteskukái közül felbukkan Émile, Rémy bátyja, és elvezeti a többiekhez. Apja próbálja észhez téríteni fiát, hogy mi vár rá az emberek világában, de Rémy hisz benne, hogy többre hivatott a szemétgyűjtögetésnél és -elfogyasztásnál. Skinnerben ezalatt folyamatosan növekszik a gyanú, hogy Linguini valahogy a bolondját járatja mindenkivel, és ebben része van egy patkánynak is. Leleplezni azonban nem tudja az egyre nagyobb népszerűségre szert tevő Linguinit, aki Colette-hez is közelebb kerül.
Skinner rövidesen megtudja egy levélből, melynek olvasását halogatta, hogy Linguini maga Auguste Gusteau fia, s így a Gusteau's örököse. Erre Rémy is rájön kis idő múlva, s a levéllel és a végrendelettel kereket old Skinner elől. A vezető séf üldözőbe veszi a patkányt, de nem tudja elcsípni. Mikor visszatér az étterembe, már Linguini és Colette is ismeri a levél tartalmát. Skinner röpül, az étterem pedig kisebb arculatváltáson esik át Linguini elképzelései szerint. Hamarosan felfigyel a nagy felhajtásra és a Gusteau'st érő egyre több dicsérő szóra Anton Ego, így ellátogat a helyre, és bejelenti, hogy másnap este vacsorázni jön. Kisebb aggodalom lesz úrrá mindenkin, és az ebből fakadó frusztráció – no és a szerelem – miatt Linguini megsérti Rémyt, aki afféle bosszúként zárás után „vendégül látja” az egész patkánytársaságot a Gusteau's ételkészletéből. A nagy lakmározás közepén beállít Linguini, hogy bocsánatot kérjen kis barátjától, ám mikor meglátja, hogy Rémy meglopta őt, kipenderíti.
Linguininek így egyedül kell helyt állnia a következő napon Anton Ego lenyűgözésében. A konyha egész személyzete tőle várja az elkészítendő étel receptjét, azonban a fiú valódi hozzáértés nélkül képtelen bármit is kiötölni, így elkeseredve viharzik ki a konyhából. Az étterem személyzeti bejáratánál megjelenik Rémy, Émile és Django, és az egyik séf észreveszi őket. Épp mikor mind lesújtanának rájuk, Linguini elébük ugrik, felemeli Rémyt, és felfedi titkát a többiek előtt, akik csalódottan hagyják ott, még Colette is. Az étterem teli vendégekkel, köztük van Anton Ego, Linguini pedig rettenetesen letört. Django és a többi patkány jelenik meg a konyhában magára maradt Rémyvel szemben, és apja beismeri fiának, hogy tévedett vele kapcsolatban: tényleg szót értett egy emberrel, aki még meg is védte őt. Ekkor a rengeteg patkány segít Rémynek egy igazi ételkiválóság elkészítésében, s látván a buzgalmat, Linguini is erőt vesz magán: görkorcsolyán száguld végig a vendégek között főpincérként. Colette is visszatér, s az első döbbenet után, amit a konyhában sürgő-forgó tengernyi patkány okoz, ő is besegít: lecsót készítenek, de nem akármilyet. Az étek egyszerűen elvarázsolja a kőszívű Anton Egót, akiben gyermekkora ízei és elfelejtett emlékei derengenek fel. Miután megismeri az igazi séfet, fantasztikus dicsérő kritikát ír a Gusteau'sról, azonban Skinner ármányának köszönhetően a francia ÁNTSZ bezáratja az éttermet a patkányok jelenléte miatt, így Ego is hitelét veszti. Befektet viszont egy új étterembe, az „A L'ecsó”-ba, melyben Rémy, Linguini és Colette mellett az egész patkánysereg megtalálja a helyét.

## Szereplők
| Szereplő | Eredeti hang      | Magyar hang          |
| --- | ----------------- | -------------------- |
| Remy, patkány, aki igazi séf szeretne lenni                                                                 | Patton Oswalt     | Hevér Gábor          |
| Skinner, a Gusteau's teljes birtoklására pályázó vezető séf                                                 | Ian Holm          | Háda János           |
| Alfredo Linguini, Remyvel barátságot és szövetséget kötő kétbalkezes mosogatófiú                            | Lou Romano        | Markovics Tamás      |
| Django, Remy és Emile apja                                                                                  | Brian Dennehy     | Végvári Tamás        |
| Emile, Remy bátyja                                                                                          | Peter Sohn        | Fekete Zoltán        |
| Colette Tatou, a húsért és baromfiért felelős, egyben legszigorúbb séf, egyedüli nő a Gusteau's konyhájában | Janeane Garofalo  | F. Nagy Erika        |
| Anton Ego, rosszindulatú ételkritikus                                                                       | Peter O'Toole     | Szokolay Ottó        |
| Auguste Gusteau, a Gusteau's alapítója                                                                      | Brad Garrett      | Faragó András        |
| Horst, a Gusteau's szószokért felelős pincére                                                               | Will Arnett       | Harmath Imre         |
| Lalo, a Gusteau's halséfje                                                                                  | Julius Callahan   | Láng Balázs          |
| Francois | Julius Callahan   | Bardóczy Attila      |
| Larousse, a Gusteau's salátáért és ételízesítőkért felelős séfje                                            | James Remar       | Várkonyi András      |
| Mustafa, a Gusteau's vezető pincére                                                                         | John Ratzenberger | Pálfai Péter         |
| Talon LaBarthe, Skinner ügyvédje                                                                            | Teddy Newton      | Csankó Zoltán        |
| Pompidou | Tony Fucile       | Kaszás Géza          |
| egészségügyi ellenőr                                                                                        | Tony Fucile       | Maday Gábor          |
| Ambrister Minion, Anton Ego asszisztense                                                                    | Brad Bird         | Bodrogi Attila       |
| Git, laboratóriumi patkány                                                                                  | Jake Steinfeld    | Kajtár Róbert        |
| TV-műsor narrátora                                                                                          | Stephane Roux     | Szabó Sipos Barnabás |

## Háttér
Jan Pinkava állt elő az ötlettel, és 2000-től ő is felügyelte a L'ecsó-t, megalkotta az eredeti terveket, díszleteket, szereplőket és az alapvető cselekményvonalat. 2005-ben a Pixar vezetőségének döntése értelmében Brad Bird került Pinkava helyére. Birdöt a koncepció kívülállósága és a történetet mozgató konfliktus vonzotta a projekthez: a konyhákban irtóznak a patkányoktól, egy azonban itt akar dolgozni. Birdöt továbbá örömmel töltötte el, hogy a film jelentősen fizikai vígjáték, vagyis Linguini karaktere végtelen szórakozást biztosított az animátoroknak. Bird módosított a forgatókönyvön, megváltoztatta a hangsúlyokat. Gusteau-t „megölte”, Skinner és Colette szerepét pedig megnövelte, s változtatott a patkányok megjelenésén is, hogy kevésbé tűnjenek emberinek.
Mivel a L'ecsó egy romantikus, buja párizsi látomás kíván lenni, ami ugyanakkor magán hordozza a korábbi Pixar-filmek ismertetőjegyeit is, Brad Bird rendező, Brad Lewis producer és még néhány stábtag a városban töltött egy hetet, hogy megismerje pontos közegét, környezetét. Motorbiciklitúrájuk során öt kiváló étterembe is betértek. Több vízközpontú jelenet is előfordul a filmben, egy közülük a csatornában, ami tízszer olyan összetett, mint a Némó nyomában kékbálna-jelenete. Egy másik jelenetben Linguini lesz vizes, mikor a Szajnába ugrik, hogy kimentse Remyt, így az egyik animátornak be kellett ugrania a Pixar medencéjébe, hogy tanulmányozzák a nedves ruházatot. Kesten Midal árnyék- és színmélység-koordinátor séfruhában vetette magát a vízbe, hogy megvizsgálják, a ruha vizesen hol tapad a testhez, és hol válik áttetszővé a magába szívott víztől.

### Az ételek tervezése
Komoly kihívást jelentett a készítőknek az ízlelés érzékletének megfestése a filmvásznon. Ínyenc amerikai és francia szakácsokkal konzultáltak, az animátorok pedig főzőórákat látogattak a San Francisco-környéki iskolákban, hogy megértsék, hogyan folyik a munka egy kereskedelmi konyhában. Michael Warch díszlet- és alaprajztervező, aki professzionális séfként végzett, mielőtt a Pixarhoz került, segítette az animátorok tanítását és konzultálását munka közben. Ezen kívül ételeket készített a művészeti-, árnyék/festés-, effekt- és díszletmodellező részlegek számára. Thomas Keller sztárszakács engedélyezte Brad Lewis producernek a saját French Laundry konyhájában történő gyakorlást. A film tetőpontjához Keller tervezte meg az ínycsiklandóan különleges tálalású címszereplő ételt, melyet a patkányszereplők készítenek el, s amit Keller „confit biyaldi”-nak nevezett el, az eredeti török név tiszteletére. Ugyanazt a technikát használták a zöldségek és gyümölcsök megalkotásához, amit A Hihetetlen család szereplőinek bőrénél alkalmaznak, míg az új programok organikus textúrát és mozgást kölcsönöztek az ételeknek. Az illúziót a zene, a párbeszédek és a szereplők az ételek megízlelésekor bekövetkező mámorának absztrakt ábrázolása teszi teljessé. A vizuális ízmetaforák Michel Gagné animátor munkái. Hogy megalkothassanak egy valóságosnak kinéző komposzttálat, a művészeti részleg tizenöt különböző fajta terményt fotózott le rothadás közben, úgymint almát, bogyókat, banánt, gombát, narancsot, brokkolit és salátát.

### A szereplők tervezése
Jason Deamer, a Pixar tervezőjének elmondása szerint „a legtöbb karakter akkor lett megtervezve, mikor még Jan [Pinkava] rendezett”, „Kiváló szeme van a felépítéshez.” Például, Pinkava szerint Anton Ego ételkritikust úgy alkották meg, hogy egy keselyűre emlékeztessen.
A szereplőtervezés folyamata alatt Greg Dyskstra szobrász kézzel alkotta meg agyagból a film főszereplője, Rémy szobormásait. A patkányok szakértőjét, Debbie Ducommunt kérték fel konzultációra a patkányok szokásai és jellemzői kapcsán. A Pixar műtermeinek folyosóján több mint egy évig foglalt helyet egy terrárium házipatkányokkal, így az animátorok tanulmányozhatták az állatok orrát, fülét, lábát és farkát, miközben mozognak.
Bird azután választotta ki Patton Oswaltot Rémy hangjának, miután hallotta egy étellel kapcsolatos komikumgyakorlatát. A szereplőgárda többi része igyekezett a francia akcentust autentikussá, mégis érthetővé tenni. John Ratzenberger megjegyezte, ez gyakran csapott át olasz akcentusba.

## Marketing
Folytatva a Pixar hagyományait, a L’ecsó első előzetese az őt megelőző Verdák mozipremierjével debütált, 2006 nyarán. Ebben a jelenetben Rémy látható, amint rajtakapják a sajtok között egy ételfedő alatt az étterem egyik asztalán, s épphogy kereket tud oldani; mindezt külön jelenetek szakítják félbe, amikben a patkány azt magyarázza, miért is vállal ekkora kockázatot. Mint ahogy a legtöbb Pixar-teaser előzetese esetében, ez a jelenetsor nem szerepel a végleges filmben.
A második trailert 2007. március 23-án mutatták be. A Ratatouille Big Cheese Tour (L'ecsó Nagy Sajttúra) elnevezésű körút 2007. május 11-én vette kezdetét, és főzőbemutatói mellett betekintést is nyújtott a filmbe. Laou Romano, Linguini szinkronszínésze megjelent a San Franciscó-i állomáson, ahol autogramot osztogatott.
A Disney és a Pixar közös erőfeszítésbe kezdett, hogy 2007 augusztusára a Costco boltok polcaira kerüljön egy francia előállítású Ratatouille (azaz L'ecsó)-branddel ellátott bor, azonban a terveket elvetették a Kaliforniai Borintézet tiltakozása miatt, akik arra hivatkoztak, hogy a címkézési eljárásban nem bevett szokás rajzfilmszereplőket használni, hogy elkerüljék az alkoholfogyasztási korhatár alatti fogyasztókat.

## Bemutató
A Levitáció című, Oscar-díjra jelölt animációs rövidfilm volt látható a L'ecsó vetítései előtt, valamint a következő Pixar-film, a WALL-E teaser előzetese.

### Kritikai fogadtatás
A L'ecsót kiemelkedően jól fogadta a kritika: a film 96%-os „frissességet” élvez a Rotten Tomatoes oldalán. Ugyanitt a legnevesebb kritikusok véleményét egybegyűjtő „Top Critics” szekció maximális, vagyis 100%-os eredményt mutat. Roger Ebert azt írta a filmmel kapcsolatban, „Számos animációs filmnek született folytatása, elsősorban a Shrek-nek, de Brad Bird L'ecsó-ja az első, amely kapcsán tényleg vágynék egyre.”

### Bevételek
A film 47 millió dollárral nyitott az észak-amerikai mozikasszáknál, a lista első helyén, ám ez az összeg visszalépés a Pixar előző öt produkciója eredményéhez képest. A L'ecsó mindazonáltal az ezt követő hetekben is népszerű célpont maradt a mozilátogatók körében, így végül 206 millió dollár folyt be a kasszákba.
A világ többi részén, ahol a filmet fokozatosan mutatták be, több hónapon keresztülívelően, ennek több mint kétszeresét kereste, felülmúlva ezzel a gyártócég előző két alkotásának, A Hihetetlen család és a Verdák bevételét is. A 414 millió dollárból a legtöbbet, 65,6 milliót Franciaország bevétele teszi ki, ahol a film játszódik. Ezt követi Németország (50,4 millió), az Egyesült Királyság (48,6 millió dollár), Japán (33,4 millió), Olaszország (25,9 millió) és Spanyolország (21,5 millió).
Magyarországon a L'ecsó a 2007-es év egyik legnépszerűbb filmjének bizonyult. Csak Budapesten az első héten 78 ezer néző váltott rá jegyet, s további négy hétig, vagyis egész augusztus hónapban megőrizte a vezető pozíciót. A MoziÜnnep zárultával a fővárosban 177 ezer látogatót regisztráltak, s végül meghaladta a 280 ezer főt a filmre jegyet váltók száma. Országos szinten 573 ezres közönséget vonzott, amivel a L'ecsó az év harmadik legnézettebb filmje a Harmadik Shrek és a Harry Potter és a Főnix Rendje mögött. Teljesítménye messze felülmúlja a Verdák-ét, több mint megduplázva annak 263 ezres nézőszámát.

### Jelentősebb díjak és jelölések
| Díj              | Kategória                                                     | Jelölt                                    | Eredmény |
| ---------------- | ------------------------------------------------------------- | ----------------------------------------- | -------- |
| Oscar-díj        | legjobb animációs film                                        | Brad Bird                                 | Igen     |
| Oscar-díj        | legjobb eredeti forgatókönyv                                  | Brad Bird, Jim Capobianco és Jank Pinkava | Nem      |
| Oscar-díj        | legjobb eredeti filmzene                                      | Michael Giacchino                         | Nem      |
| Oscar-díj        | legjobb hang                                                  | Doc Kane, Michael Semanick és Randy Thom  | Nem      |
| Oscar-díj        | legjobb hangvágás                                             | Michael Silvers és Randy Thom             | Nem      |
| Golden Globe-díj | legjobb animációs film                                        | L’ecsó                                    | Igen     |
| BAFTA-díj        | legjobb animációs film                                        | L’ecsó                                    | Igen     |
| Grammy-díj       | legjobb zenei album (film, televízió vagy más vizuális média) | Michael Giacchino                         | Igen     |

A film további 34 díjat nyert el különböző kritikusi és szakmai szervezetektől.